# Crepis mauritianum
Crepis mauritianum là một loài thực vật có hoa trong họ Cúc. Loài này được Froel. mô tả khoa học đầu tiên.